# Martinskirche (Grünstadt)

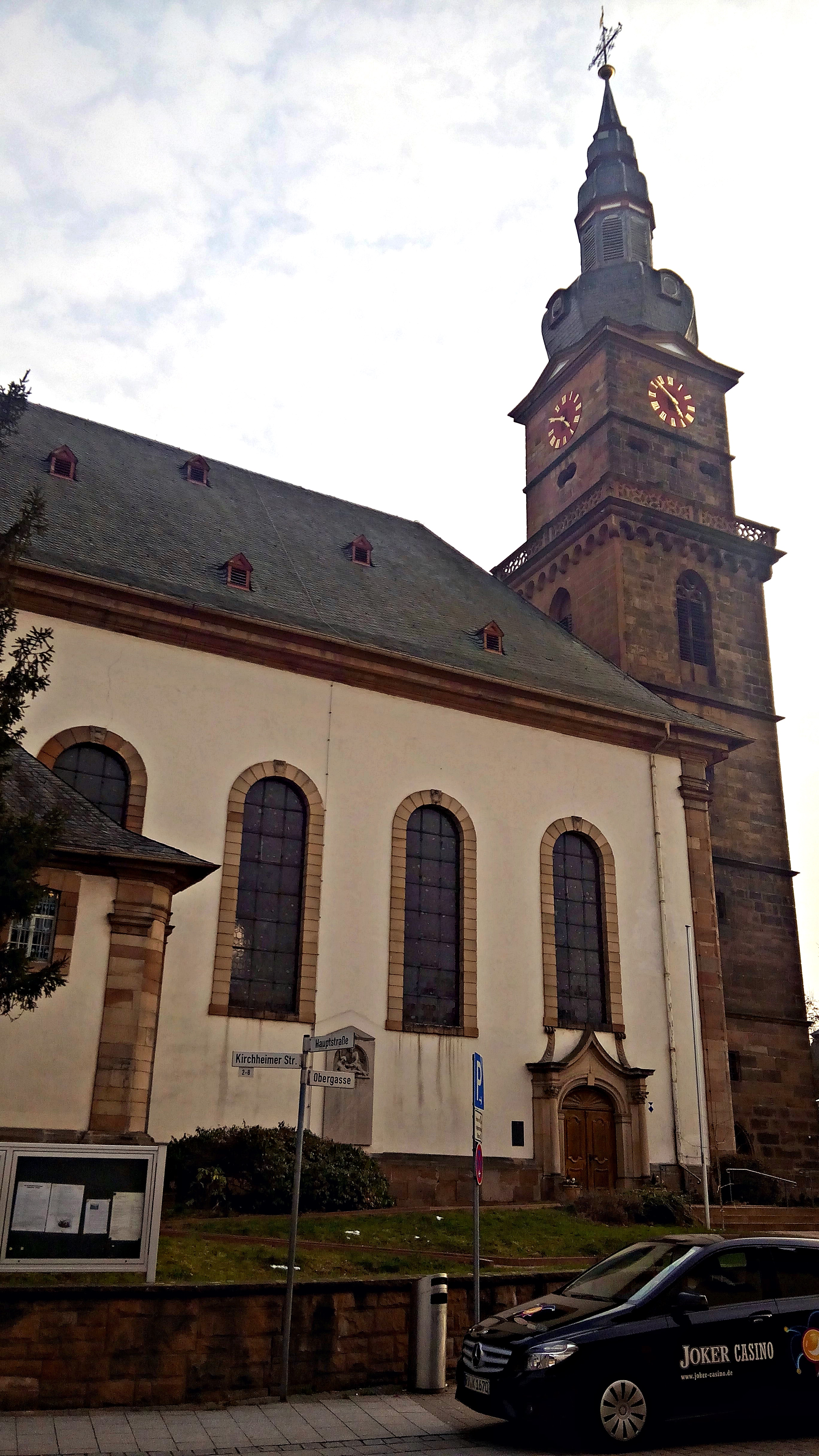
Martinskirche Grünstadt von Nordosten

Die protestantische Martinskirche ist das Wahrzeichen und mit ihrem 60 Meter hohen Turm auch das höchste Gebäude von Grünstadt.

## Geschichte

### Vorgängerbauten
Grünstadt wurde am 21. November 875 erstmals urkundlich erwähnt, als König Ludwig der Deutsche der Abtei Glandern bei Metz dieses Hofgut zurückerstattete. Die Örtlichkeit wird bereits in dieser Urkunde „Grinstat“ genannt und die Besitzrechte sind schon älterer Natur, da sie nur restituiert werden. Diese Siedlung war also wesentlich älter als jene Urkunde von 875, die nichts über den Baubestand aussagt. Es wird von einem Klosterhof mit kleiner Kirche ausgegangen, aus der sich über eine Benediktinerpropstei, die mehrfach neu er- bzw. umgebaute, heutige protestantische Martinskirche mit Grablege des Hauses Leiningen-Westerburg entwickelte. Das Patronat des Hl. Martin von Tours wurde von der Klosterkirche in Glandern übernommen.
Die alte Grünstadter Martinskirche erscheint 1121 erstmals urkundlich. In einer Urkunde von 1212 bekräftigte Bischof Luitpold von Worms dem Kloster Glandern die Rechte an den Martinskirchen in Grünstadt beziehungsweise in Mertesheim und erlaubte, ihre Gefälle zu dessen Nutzen zu verwenden. Dieses Dokument wird bestätigt durch eine weitere Urkunde des Papstes Honorius III., ausgestellt im Lateran, am 27. März 1218. Anstelle der ursprünglichen, wohl gegen 1000 erbauten Kirche entstand zwischen 1493 und 1520, im Auftrag der Abtei Glandern, ein spätgotisches Gotteshaus, dessen Bauinschrift von 1494 noch erhalten ist. Die Bauarbeiten wurden an einen Werkmeister aus Frankfurt vergeben, und somit ist der gotische Kirchenbau wohl der sogenannten Frankfurter Schule am Mittelrhein zuzuordnen. 1549 wird die Kirche als „baufällig“ bezeichnet. Seit 1562 ist sie evangelisch, später war sie zeitweise Simultankirche. 1617/18 entstand der jetzige Turm bis zur Höhe der Galerie.

### Entstehung der gegenwärtigen Kirche
Die Kirche wurde 1689 im Pfälzischen Erbfolgekrieg stark zerstört. Unter Einbeziehung des alten Turmes wurde dann unter Graf Georg Hermann zu Leiningen-Westerburg-Altleiningen (1679–1751) und Gräfin Margarete von Leiningen-Westerburg-Neuleiningen (1694–1761), die auch beide den Grundstein legten, in den Jahren 1726 bis 1736 ein neues Langhaus errichtet. Die weiträumige Kirche erhielt fünf Fensterachsen und einen dreiseitig geschlossenen Altarraum. 1738 wurden Emporen eingebaut und 1743 der Turm erhöht. Südlich und nördlich vor dem Chor befinden sich im Fußboden Zugänge zu den unter der Kirche befindlichen Grüften der Grafen von Leiningen-Westerburg-Altleiningen und Leiningen-Westerburg-Neuleiningen. Sie wurden mehrfach geöffnet und untersucht bzw. renoviert. Dabei geborgene, historische Relikte sind ausgestellt in einem Museumsraum des nördlichen Kirchenanbaues. Über die letzte Untersuchung der gräflichen Leichen, durch Günter Herrmann vom Kreiskrankenhaus Grünstadt und Per Holck von der Universität Oslo, 1999, publizierte man das Buch Die Leininger Grüfte in der Martinskirche zu Grünstadt.

### 20. Jahrhundert

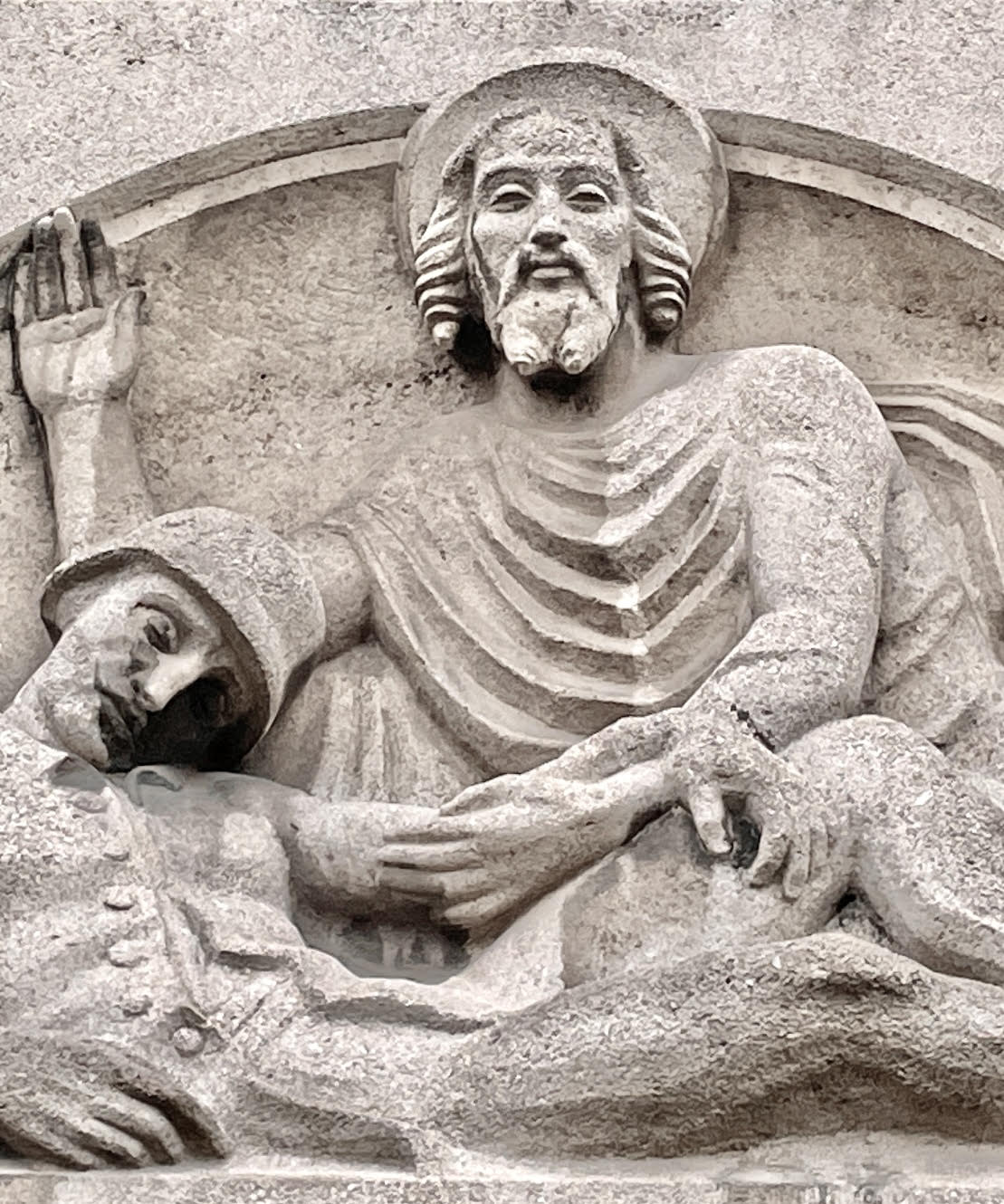
Grünstadt, Martinskirche, "jüdischer" Christus von William Ohly, 1927

Seit 1927 befindet sich an der Außenseite der nördlichen Langhauswand eine Stein-Gedenktafel mit Reliefdarstellung, für die Gefallenen des Ersten Weltkrieges. Der Gesamtentwurf stammt von dem Architekten Karl Latteyer, gefertigt hat sie der Bildhauer William Ohly aus Frankfurt am Main. Selbst Sohn einer jüdischen Mutter, schuf Ohly darauf einen Christus mit jüdischen Schläfenlocken; wohl eine Reminiszenz an seine eigene jüdische Herkunft. Die Darstellung blieb über Jahrzehnte hinweg unerkannt und ist vermutlich singulär in ganz Deutschland.

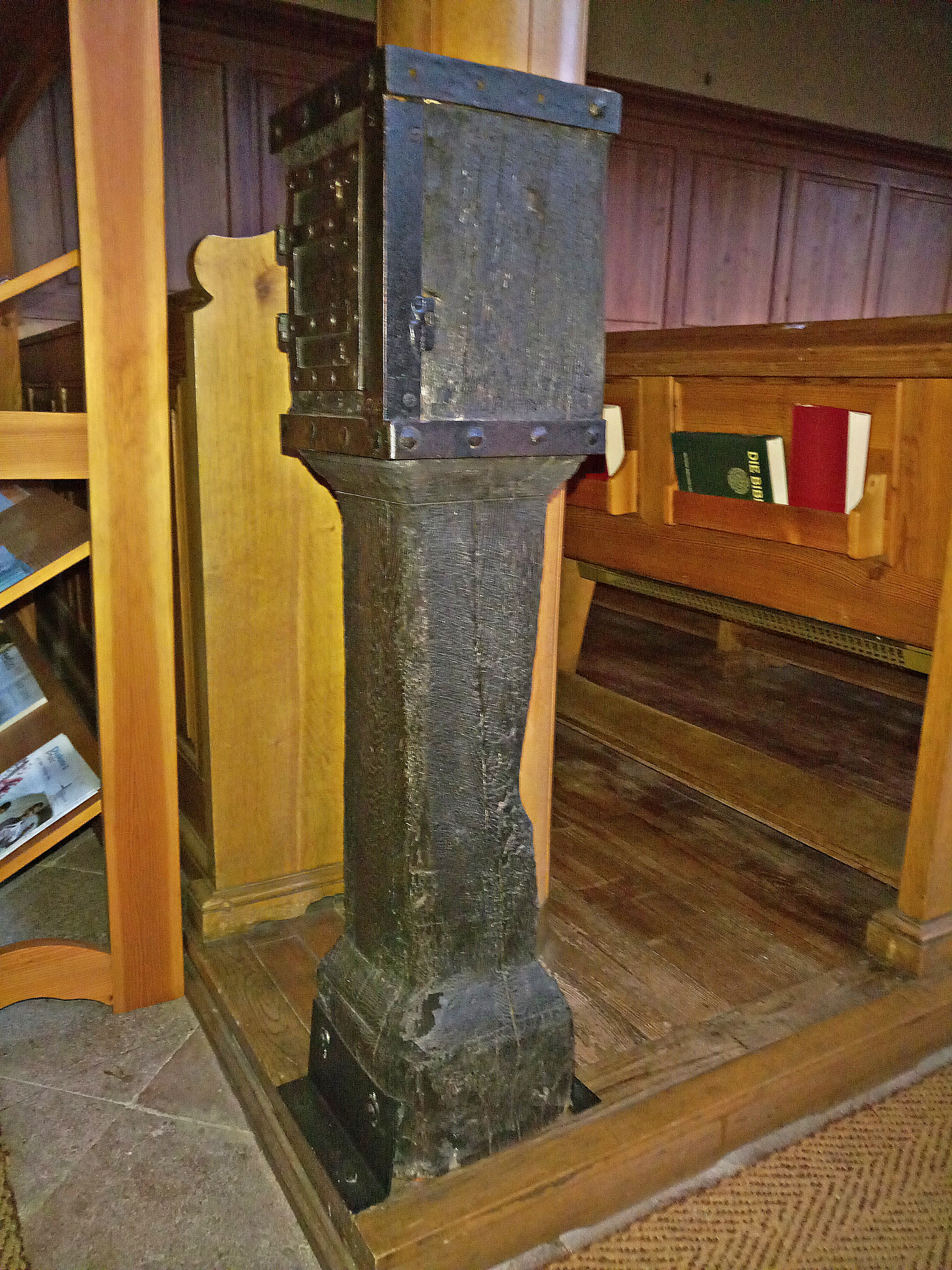
Angekohlter Opferstock

Am 6. Dezember 1942 brannte das Gotteshaus nach einem Luftangriff vollständig aus. Der 1951 begonnene Wiederaufbau fand 1963 mit der Errichtung des Turmhelms einen Abschluss. Seit 1958 steht in der Kirche die Kanzel des Bildhauers Otto Rumpf. 1986 wurde die Einrichtung vervollständigt. Die Wandvertäfelung wurde in Erinnerung an den früheren Kanzelbaldachin als Rückwand mit halbkreisförmigem Giebel entworfen. Das vor dem Brand gerettete Lutherbild des Malers Johann Adam Schlesinger hat hier einen würdigen Platz gefunden. Nahe dem Haupteingang steht ein angekohlter Opferstock aus dem 17. Jahrhundert, der 1942 aus der brennenden Kirche geborgen wurde.
Unter den Abendmahlgeräten befindet sich ein Brotteller, von dessen Platte vier gewundene Stäbe aufsteigen und einen flachen Baldachin tragen, auf dem sich das Lamm Gottes erhebt. Die Arbeit wurde von einem Silberschmied in Worms mit der Meistermarke HS im Rechteck gefertigt. Gestiftet hat ihn Gräfin Margaretha zu Leiningen. Einen Kelch aus vergoldetem Silber stiftete Johanna Dorothea zu Leiningen. Feine Ziselierungen finden sich am Schaft und am Nodus sowie an dem profilierten Rand des Kelchfußes. Die Meistermarke „IIH“ lässt keine Zuschreibung zu. Zwei große, silberne Abendmahlskannen sind Stiftungen des örtlichen Brauereibesitzers Johannes Jost (1850–1916).

## Abgegangene Elemente
Am alten Pfarrhaus zu Boßweiler ist die spätgotische Sakramentsnische der alten Martinskirche als Spolie eingemauert. Ihre Entstehung wird um 1500 datiert.
Auf dem nicht mehr existenten Friedhof bei der Kirche wurde 1777 der kurpfälzische Historiker Christoph Jakob Kremer begraben.

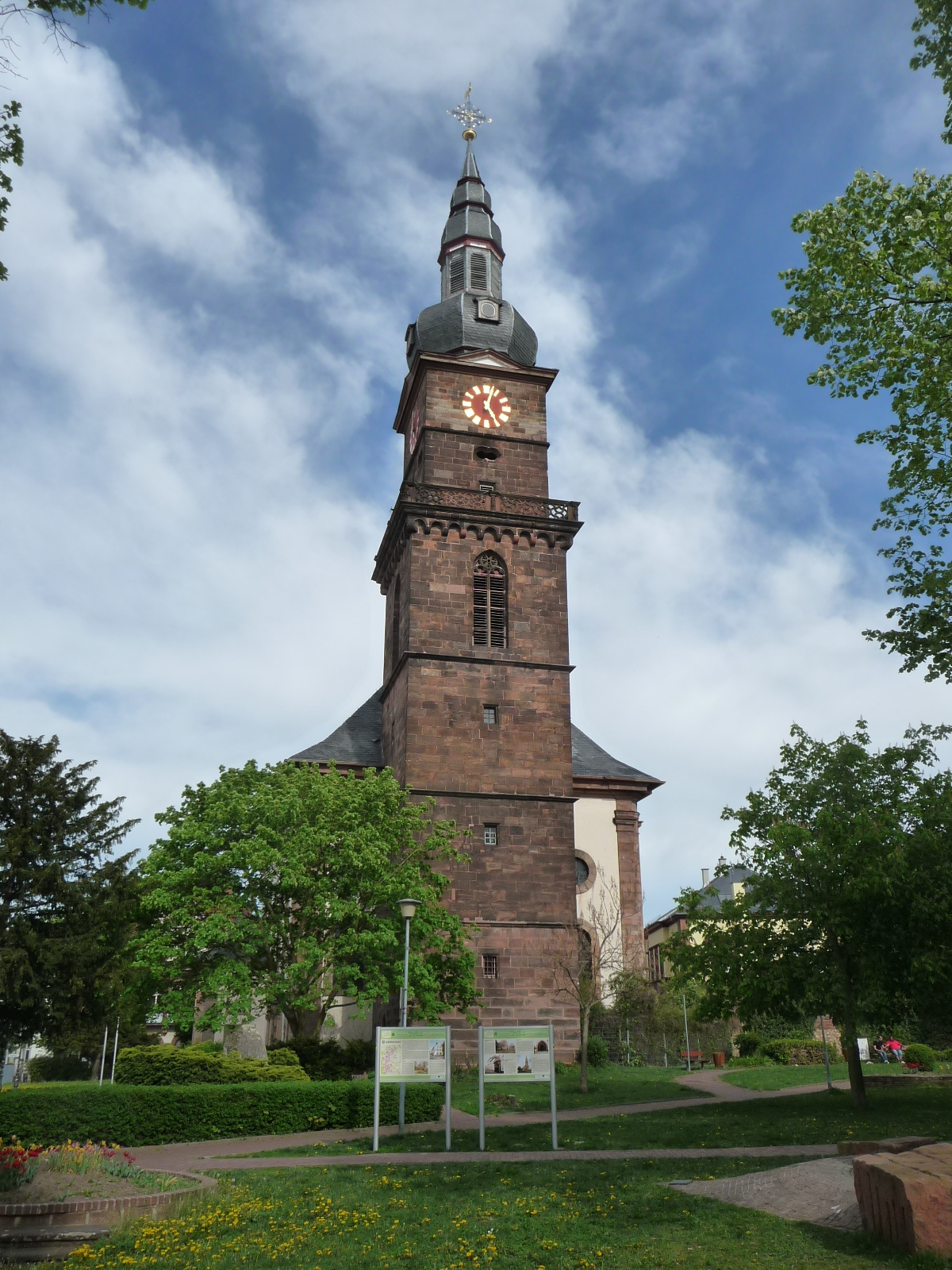
Martinskirche vom Schlosspark aus
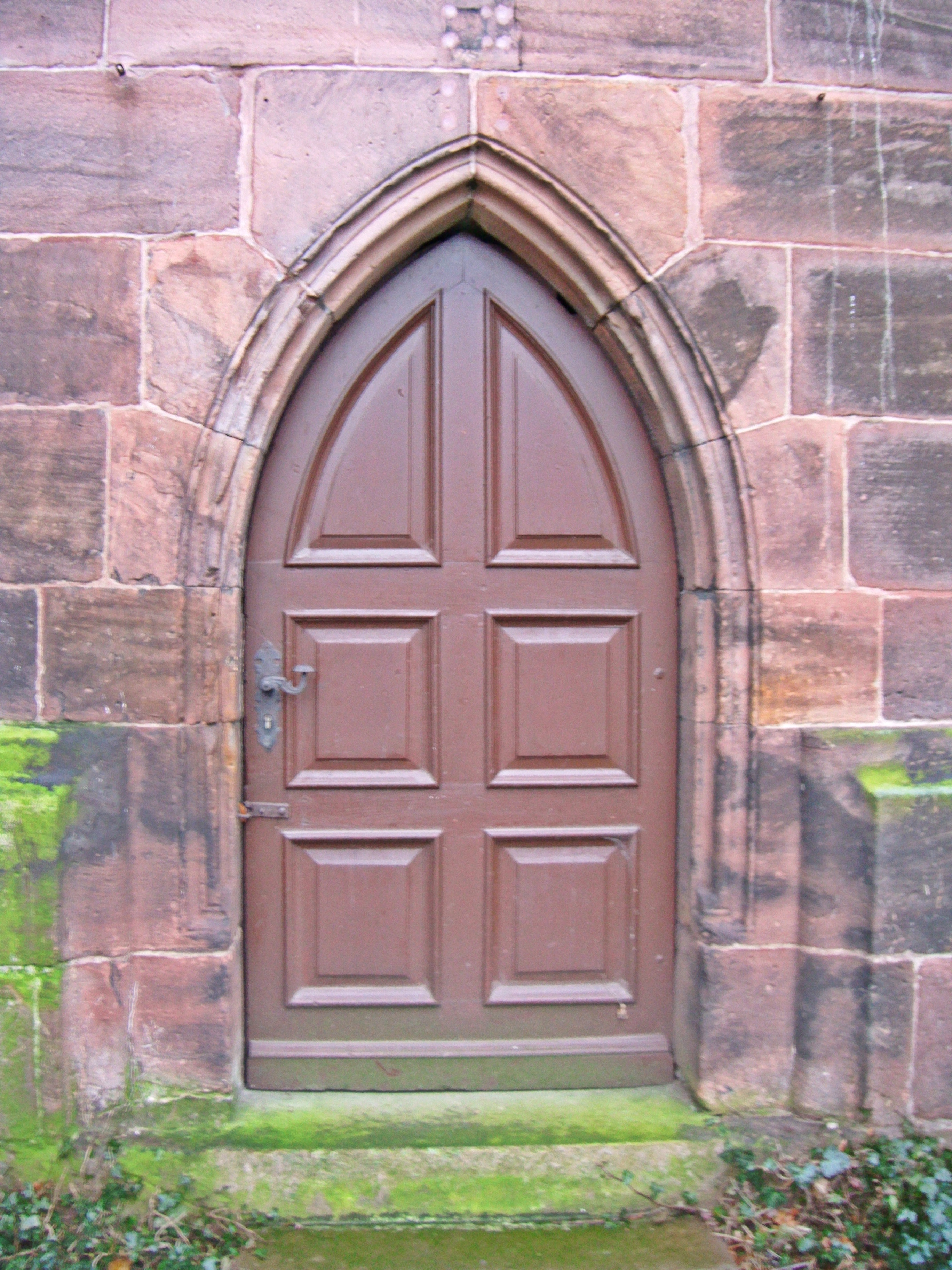
Turmportal mit Jahreszahl 1618
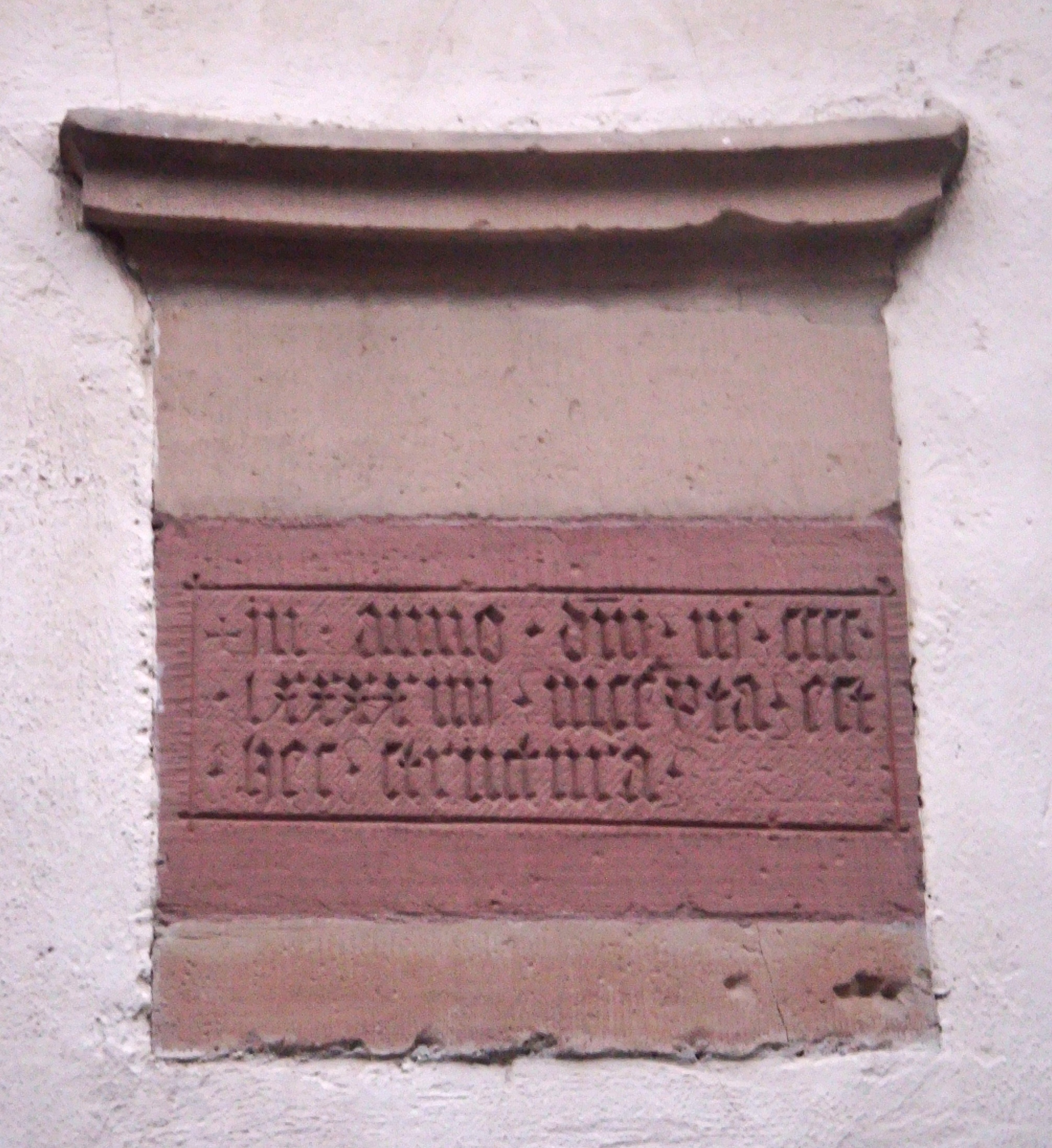
Bauinschrift am Chor, 1494
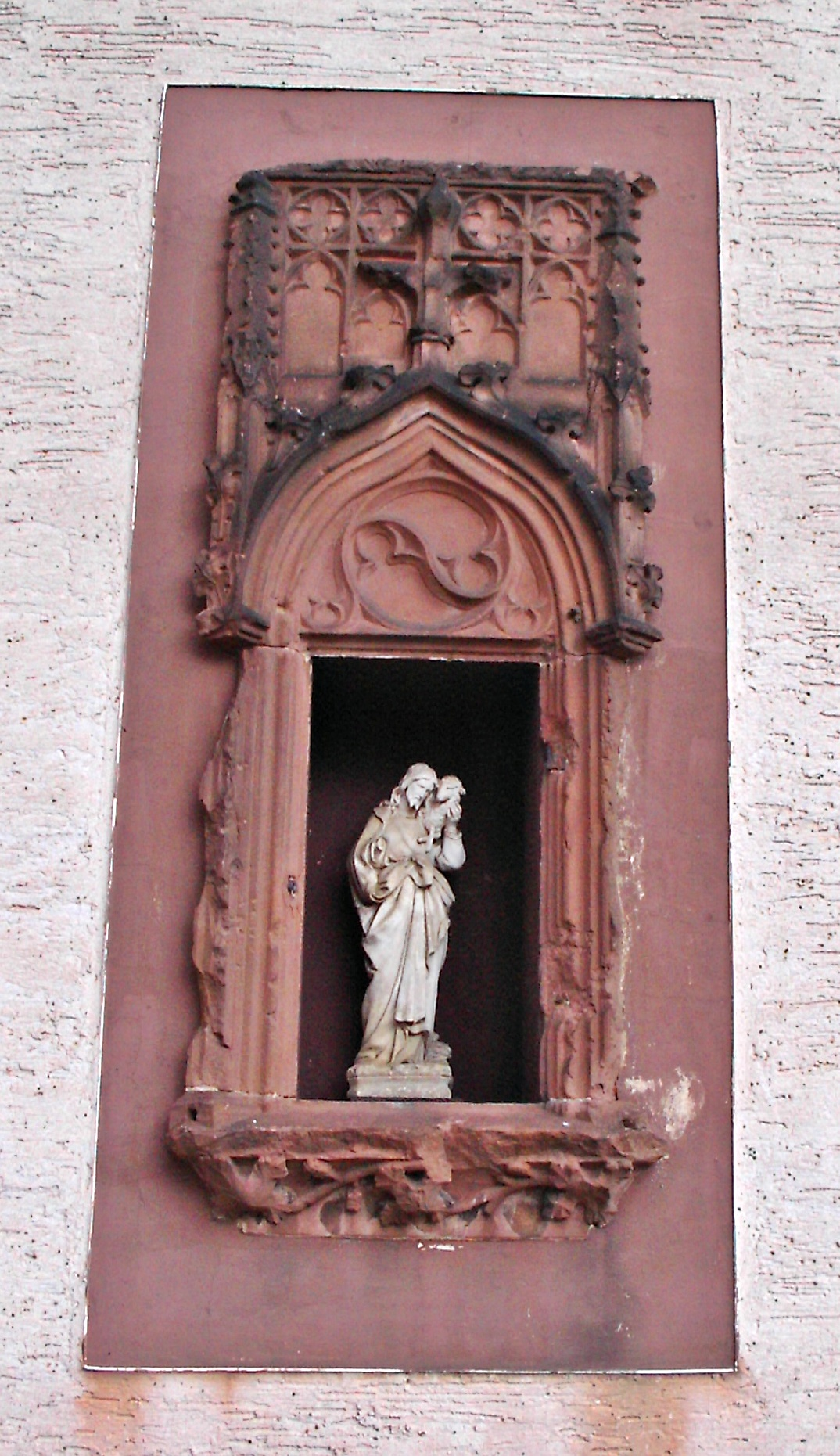
Spätgotische Sakramentsnische der alten Kirche
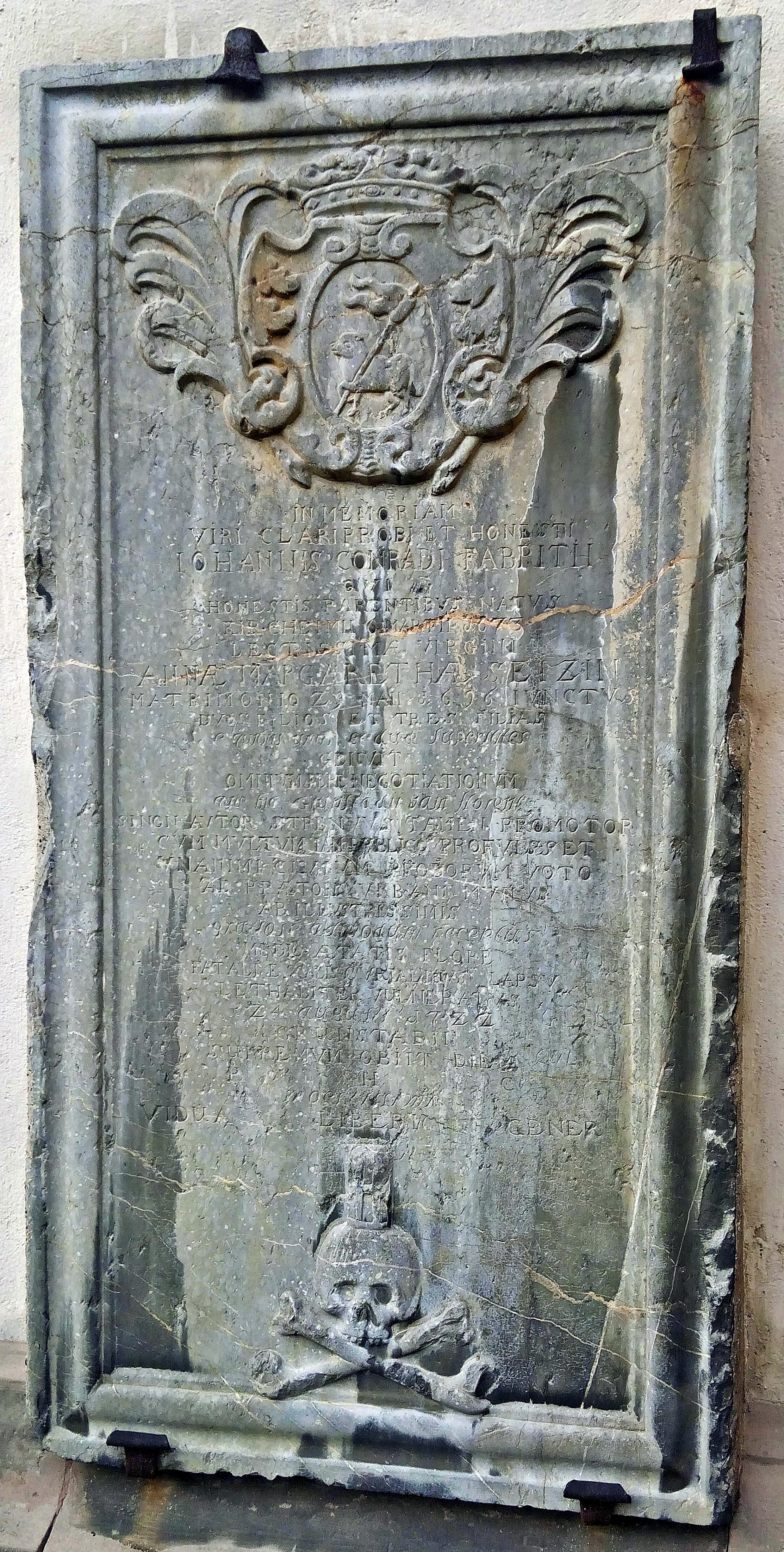
Epitaph Johann Conrad Fabritius

## Glocken
Im Kirchturm hängt ein Glockengeläut aus sechs Gussstahlglocken, die 1954 vom Bochumer Verein gegossen wurden.
| Glocke | Name     | Gewicht | Durchmesser | Schlagton |
| ------ | -------- | ------- | ----------- | --------- |
| 1      | Friede   | 2480 kg | 1904 mm     | B°        |
| 2      | Glaube   | 1073 kg | 1425 mm     | es′       |
| 3      | Liebe    | 0753 kg | 1259 mm     | f′        |
| 4      | Freude   | 0741 kg | 1179 mm     | g′        |
| 5      | Hoffnung | 0433 kg | 0995 mm     | b′        |
| 6      | Leben    | 0305 kg | 0892 mm     | c″        |